# N8 (Ghana)
De N8 of National Road 8 is een nationale weg in Ghana die de steden Cape Coast en Kumasi met elkaar verbindt. De weg is ongeveer 170 kilometer lang en loopt door de regio's Central en Ashanti.
De N8 begint in Yamoransa bij de kruising met de N1 tussen Cape Coast en Winneba. Daarna loopt de weg via Dunkwa, Foso en Bekwai naar Kumasi. In Kumasi sluit de weg aan op de N4 naar Koforidua, de N6 naar Accra en de N10 naar Techiman.